# Teatro Reale Drammatico
Il Teatro Reale Drammatico (Kungliga Dramatiska Teatern, colloquialmente Dramaten) è il teatro nazionale svedese per "il dramma parlato", fondato nel 1788. Circa un migliaio di spettacoli sono messi su in un anno in otto palcoscenici che funzionano nel teatro.
Fin dal 1908 il teatro è stato nella sua attuale collocazione in un edificio in stile Art Nouveau a Nybroplan, Stoccolma. Il teatro fu costruito dall'architetto Fredrik Lilljekvist. Artisti famosi come Carl Milles e Carl Larsson furono coinvolti nella realizzazione delle decorazioni e alcune delle decorazioni interne sono state fatte dal Principe Eugenio.
La scuola di recitazione del teatro, Dramatens elevskola, ha prodotto molti attori e registi che sarebbero diventati famosi, tra cui Gustaf Molander (che ha anche insegnato lì), Alf Sjöberg, Greta Garbo, Vera Schmiterlöw, Signe Hasso, Ingrid Bergman, Gunnar Björnstrand, Max von Sydow, e Bibi Andersson. La scuola fu scorporata come istituzione separata nel 1967 (vedi Accademia Nazionale Svedese di Mimo e Recitazione).

## Storia

### XVII e XVIII secoli

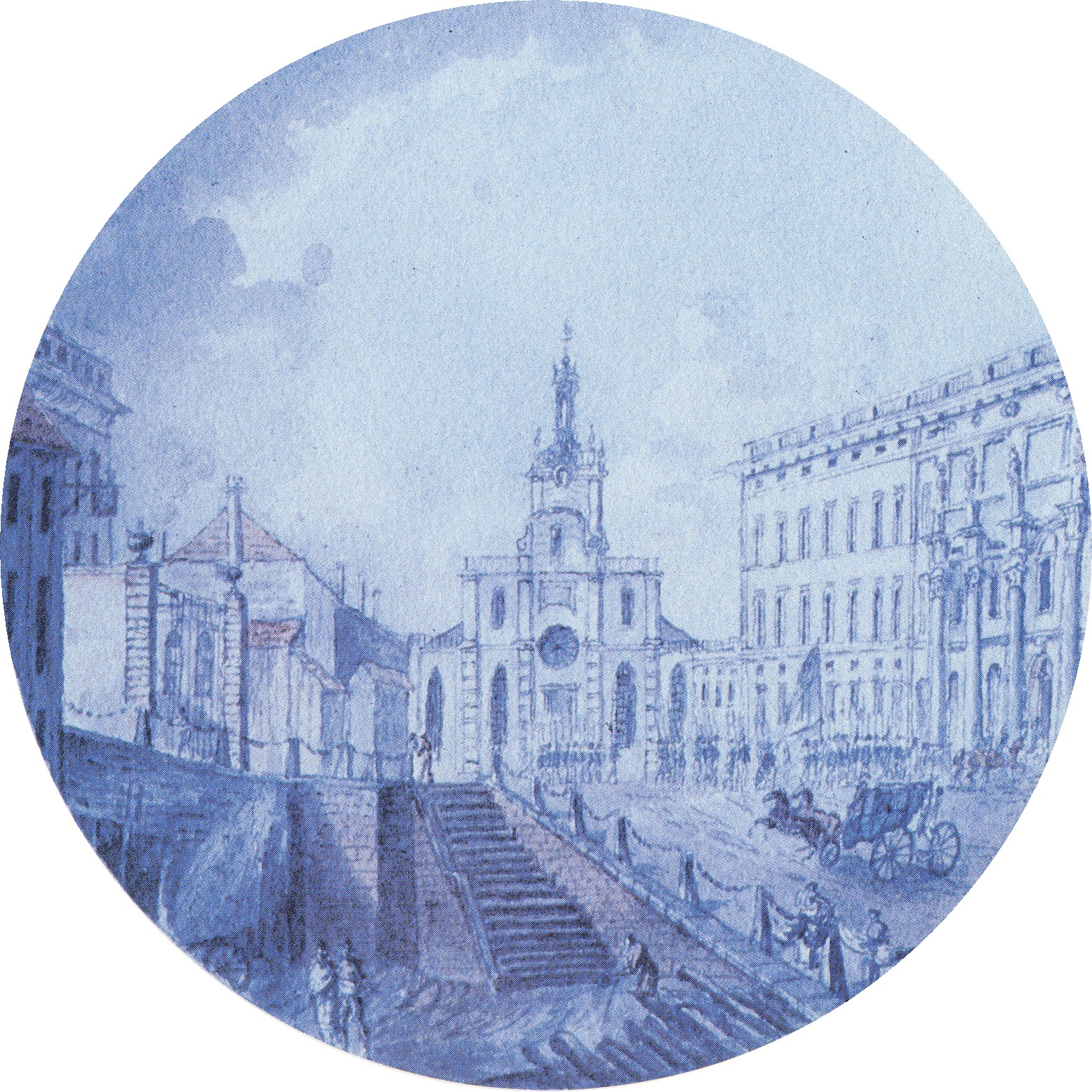
Bollhuset allo Slottsbacken di Stoccolma durante il 1780. Da destra a sinistra: Il Palazzo di Stoccolma, lo Storkyrkan, il Teatro Bollhuset e il Palazzo Tessin. Disegno di Martin Rudolf Heland.

Il primo teatro svedese aprì nel Bollhuset e Lejonkulan nel 1667 e fu impiegato esclusivamente dalle compagnie straniere. Anche se le commedie a volte erano aperte al pubblico, rimase più o meno un teatro di corte. La prima commedia svedese, Den Svenska Sprätthöken, fu messa in scena nel 1737 dalla prima compagnia teatrale svedese. Il teatro svedese fu chiuso come teatro reale dalla regina Luisa Ulrica di Prussia dopo la stagione 1753-1754 e fu dato ad una compagnia francese. Nel 1773 re Gustavo III licenziò la compagnia francese e incoraggiò i talenti naturali svedesi e quindi fu fondata l'Opera Reale Svedese nel Bollhuset. Fu fondato nello stesso edificio nel 1787 un teatro per il dramma parlato, ma non doveva durare a lungo. Nel 1788 il direttore abbandonò il paese per sfuggire ai creditori, così gli attori formarono una compagnia chiedendo la protezione del re, cosa che portò alla costituzione del teatro nazionale.
Il Teatro Nazionale Svedese per l'arte drammatica (il dramma recitato) fu creato da Re Gustavo III nel 1788. Fu allora che il Teatro Reale (Kungliga Teatern) di Svezia fu ufficialmente diviso in due parti e il Teatro Reale (oggi conosciuto come l'Opera reale svedese) diventò da allora in poi solo un teatro d'opera. Per il dramma parlato fu costruito appositamente un nuovo teatro, chiamato Kungliga Dramatiska Teatern (Teatro Reale Drammatico), per distinguerlo dal Teatro Reale (il teatro d'opera).

Il re divenne il direttore formale e collocò il teatro sotto la protezione reale, stabilendo che doveva essere governato dagli stessi attori a votazione ogni quattordicesimo giorno, sotto la supervisione della Reale Accademia delle Arti svedese. Questa regola risultò abbastanza caotica e la votazione viene descritta come capricciosa e umorale; 
finché nel 1803 gli attori stessi chiesero che questo sistema venisse sostituito da un direttore.
Il Teatro Reale Drammatico si trovava nella vecchia sede a Bollhuset durante i suoi primi anni, ma nel 1792 fu deciso che il vecchio edificio dovesse essere abbattuto e il 1º novembre 1793 il teatro fu inaugurato nel Palazzo di Makalös, chiamato anche Arsenalen, dove il teatro fu costruito per i prossimi trent'anni; ora veniva spesso comunemente chiamato il Teatro Arsenale. Nel 1798 i teatri drammatici e di opera di Stoccolma erano uniti da un monopolio reale, e i "Due Palcoscenici" governarono incontestati sulla città per oltre quarant'anni.

### XIX e XX secoli
Nel 1825 il vecchio Palazzo sede del teatro prese fuoco e bruciò nel bel mezzo di una rappresentazione. Il teatro ora si trova nello stesso edificio dell'Opera, una sistemazione che è durata per quasi quarant'anni.
La metà del XIX secolo significò grandi cambiamenti sia all'interno che all'esterno del teatro. Nel 1834 gli attori, infuriati da un nuovo sistema che aveva sostituito la loro percentuale sul reddito del teatro con uno stipendio fisso, scesero in sciopero, sapendo che avevano avuto successo con una simile azione nei confronti di un direttore impopolare, nel 1828. Questa volta, però, lo sciopero fu interrotto dal governo, che diede ad alcuni di loro un aumento di stipendio e si liberò degli altri mandandoli in pensione anticipatamente. Gli attori disoccupati fondarono una compagnia teatrale che si esibì in tutta la città e nel 1842 il monopolio del teatro era rotto e un secondo teatro fu fondato a Stoccolma; dal 1850 ci sono stati diversi teatri nella città, e il Teatro reale drammatico sperimentò una forte concorrenza, soprattutto dallo Svenska Teatern (Teatro Svedese).
C'erano molte critiche circa la condivisione delle sedi tra l'opera e il teatro, poiché i locali dell'Opera erano costruiti per il canto e considerati non idonei per il dramma parlato. Nel 1863 il teatro reale drammatico acquistò i locali di un vecchio teatro rivale, il Mindre Teatern, e trasferì qui il teatro. Qui il teatro reale drammatico è rimasto fino al 1907 e fu qui che sono stati eseguiti nuovi drammi del XIX secolo: le commedie d'avanguardia di Ibsen e Chekov, così come ultime opere drammatiche di August Strindberg, per esempio Fino a Damasco (a Damasco).
All'inizio del XX secolo, il teatro era fatiscente e in disperato bisogno di ristrutturazione e un palcoscenico più moderno e funzionale. Dal 1880 la i teatri nazionali avevano sofferto la concorrenza agguerrita da diversi nuovi teatri privati a Stoccolma, in particolare il Teatern Svenska (Teatro Svedese), che è stato gestito dalla personalità carismatica in ambito teatrale di Albert Ranft.
Molti degli allestimenti svedesi originali delle opere di Ibsen erano stati prodotti presso il Teatro Svedese anziché in quello nazionale, così come le nuove opere drammatiche tedesche e francesi ed il teatro nazionale era al tempo stesso accusato di essere vecchio, polveroso e sovraffollato. Ci fu un vivace dibattito sulla stampa sul tema della ristrutturazione del teatro nazionale a Kungsträdgården. furono proposti molti tipi diversi di restauro, ma il Re Oscar II non era soddisfatto di nessuno dei suggerimenti. Al contrario fu deciso presto di abbattere completamente il vecchio edificio del teatro e di costruirne uno nuovo, più grande, più fresco e più moderno in una posizione più adatta. Dal 1850 in poi, Stoccolma come città e come capitale definitiva della Svezia era cambiata notevolmente ed anche il suo centro. Nel 1881, il Teatro Reale drammatico, che fino ad allora era stato finanziato dalla corte reale, che aveva dato agli attori lo status di personale di corte, fu separato dalla corte e dalla famiglia reale e fece un teatro di stato, che fu completato nel 1888.
La nuova sede, che finalmente fu scelta per il nuovo Teatro drammatico reale Nybroplan era più vicina a quello che poi diventò il cuore di Stoccolma ed era un'ottima posizione sul lungomare. Fredrik Lilljekvist fu nominato architetto capo, e il 18 febbraio 1908 la nuova struttura del teatro del palcoscenico nazionale in Nybroplan aprì con la nuova commedia di Strindberg Mäster Olof. Questo edificio è l'attuale Teatro drammatico reale. Qui i leggendari registi teatrali, i fratelli Olof e Gustaf Molander, Alf Sjöberg, Ingmar Bergman e formarono il teatro svedese e hanno contribuito alla formazione della storia del teatro in Svezia con le loro rappresentazioni del XX secolo.

## Palcoscenici

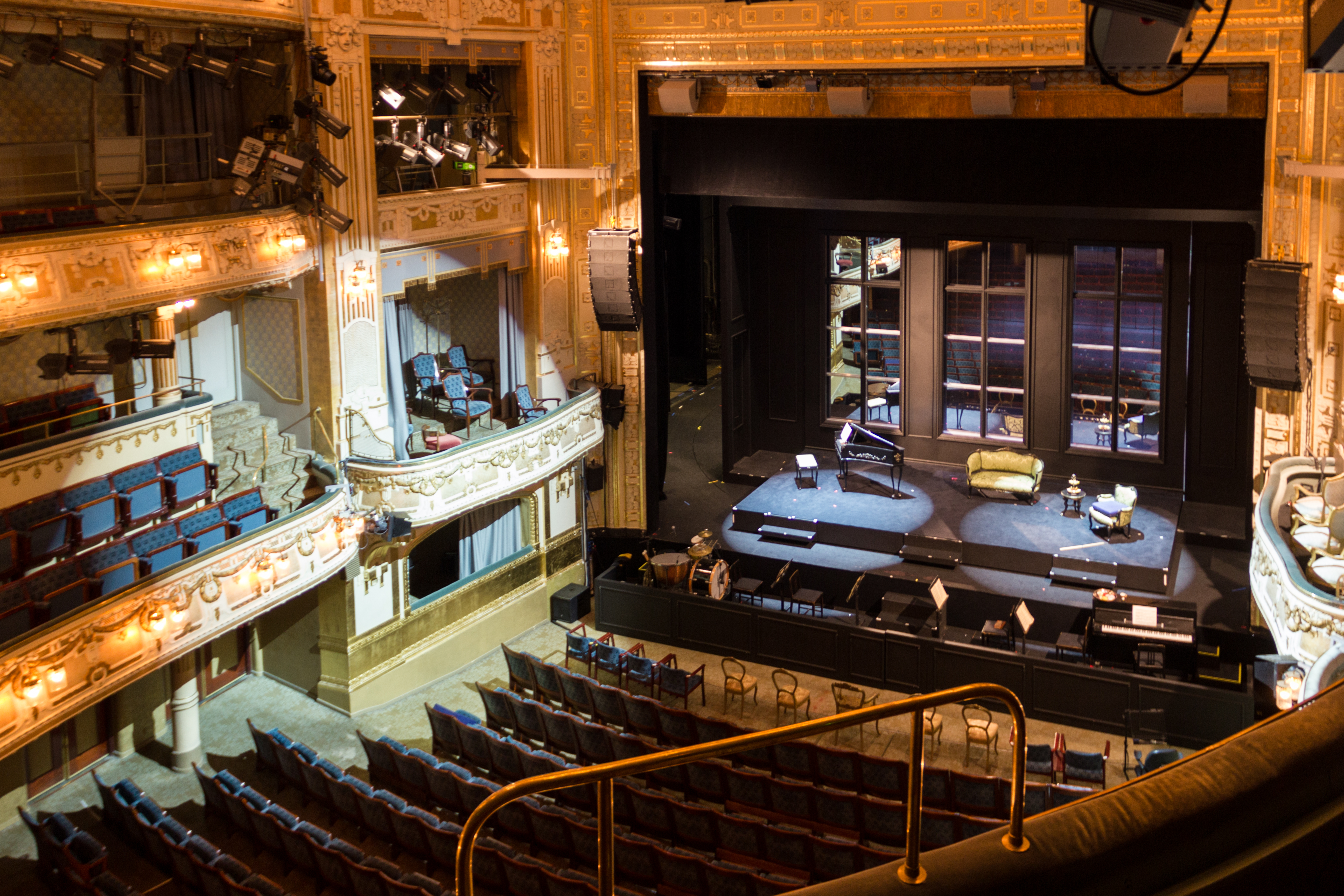
Palcoscenico principale del Teatro Reale Drammatico

Il teatro drammatico attualmente ospita otto palcoscenici:
- Stora scenen – il palco principale, dal 1908 (720 posti a sedere)
- Lilla scenen – il secondo palco, a partire dal 1945; rinnovato e riaperto nel 2000 (340 posti a sedere)
- Målarsalen – dal 1971; un ex studio di pittura per scenari di teatro (160 posti a sedere)
- Tornrummet – il piccolo, intimo palco; teatro usato in passato dalla scuola di recitazione del vecchio teatro reale drammatico (60 posti)
- Lejonkulan – teatro drammatico dei piccoli; Il teatro drammatico normale per recite scolastiche
- Stora Elverket – palcoscenico lavori drammatici contemporanei / nuovi
- Lilla Elverket – superiore (il teatro più piccolo al Elverket)

## Amministratori delegati
del Teatro Reale Drammatico (Dramaten):
- ( dal 2009) – Marie-Louise Ekman
- (2002–2008) – Staffan Valdemar Holm
- (1997–2002) – Ingrid Dahlberg
- (1986–1997) – Lars Löfgren
- (1985-1985) – Ingvar Kjellson
- (1981–1985) – Lasse Pöysti
- (1975–1981) – Jan-Olof Strandberg
- (1966–1975) – Erland Josephson
- (1963–1966) – Ingmar Bergman
- (1951–1963) – Karl Ragnar Gierow
- (1948–1961) – Ragnar Josephson
- (1938–1948) – Pauline Brunius
- (1934–1938) – Olof Molander
- (1928–1934) – Erik Wettergren
- (1922–1928) – Tore Svennberg
- (1910–1922) – Tor Hedberg
- (1908–1910) – Knut Michaelson

del vecchio Teatro Reale Drammatico:
- (1904–1907) – Gustaf Fredriksson
- (1898–1904) – Nils Personne
- (1888–1898) – Gustaf Fredriksson
- (1883–1888) – Anders Willman
- (1881–1883) – Henrik Westin
- (1866–1881) – Erik Vilhelm af Edholm
- (1861–1866) – Eugène von Stedingk
- (1860-1860) – Daniel Hwasser
- (1856–1860) – Gunnar Olof Hyltén-Cavallius
- (1852–1856) – Knut Bonde
- (1848–1852) – Svante Gustaf Schyberg
- (1844–1848) – Hugo Adolf Hamilton
- (1840–1844) – Svante Gustaf Schyberg
- (1838–1840) – Karl David Forsberg (direttore finanziario)
- (1838–1844) – Alexis Baeckman (direttore delle scenografie)
- (1832–1838) – Per Westerstrand
- (1831–1832) – Bernhard von Beskow
- (1827–1831) – Karl Johan Puke
- (1823–1827) – Gustaf Lagerbjelke
- (1818–1823) – Gustav Fredrik Åkerhielm
- (1818-1818) – Crown Prince Oscar
- (1818-1818) – J.P. Törner
- (1812–1818) – Gustav Löwenhielm
- (1810–1812) – Anders Fredrik Skjöldebrand
- (1804–1810) – Abraham Niclas Clewberg-Edelcrantz
- (1798–1804) – J. Hugo Hamilton
- (1792–1798) – Klaes Rålamb
- (1788–1792) – Gustaf Mauritz Armfelt

## Attori di rilievo nella storia del Dramaten

### XIX secolo
- Samuel Ahlgren, (1764-1816), protagonista romantico.
- Charlotta Almlöf, protagonista romantico (carriera di picco 1840-1850).
- Knut Almlöf, (1829-1899), protagonista.
- Nils Almlöf, (1799-1875), tragico protagonista.
- Charlotta Eriksson, (1794-1862) protagonista romantico (carriera picco 1810s-1830s).
- Gustav Åbergsson, (1775-1852), protagonista romantico.
- Ellen Hartman, protagonista comica tra 1880-1910.
- Viktor Hartman, (1839-1899).
- Zelma Hedin, (1827-1874).
- Lars Hjortsberg (1772-1843).
- Emilie Högquist, (1812-1846), protagonista romantico (carriera di picco 1830-1840).
- Elise Hwasser (1831-1894), protagonista 1860-1880.
- Gerda Lundequist, tragica; protagonista Shakespeare e interprete di Ibsen (carriera picco 1890s-1920s).
- Sara Torsslow (1795-1859), tragica (carriera di picco 1820-1830).
- Ulrik Torsslow, (1801-1881) attore protagonista.
- Carolina Kuhlman, (1778-1866), attrice protagonista (carriera di picco 1800-1820s).
- Fanny Westerdahl, (1871-1873)

### XX secolo
- Gösta Hillberg (1877-1958), attore protagonista e attore caratterista
- Torsten Bergström (1896-1948), attore e regista
- Anita Björk (b. 1923), attrice protagonista, dal 1940 degli anni 2000; oltre 100 parti dal 1943
- Anders de Wahl (1869-1956), attore protagonista, dal 1900-1940
- Anders Ek (1916-1979), attore protagonista, dal 1940 degli anni 1970
- Märta Ekström (1899-1952), attrice caratterista (dal 1920-1940)
- Lars Hanson (1886-1965), attore protagonista; attore di Strindberg e shakespeariano, da 1900 del 1960, più di 120 parti
- Anders Henrikson (1896-1965), grande attore caratterista, da 1910 del 1960
- Jarl Kulle (1927-1997), attore protagonista e attore di teatro musicale; 1950-1990
- Georg Rydeberg (1907-1983), attore protagonista, la carriera di picco 1950s-1970s
- Inga Tidblad (1901-1975), attrice protagonista, da 1920 del 1960
- Tora Teje (1893-1970), attore protagonista tragico, la carriera di picco anni 1910-1940
- Stellan Skarsgård (b. 1951), attore protagonista eccellendo in opere classiche 1972-88
- Gunn Wållgren (1913-1983), attrice protagonista; interprete di Ibsen, Strindberg e Chechov, dal 1930-1980
- Olof Winnerstrand (1875-1956), attore caratterista e attore comico, da anni 1910-1940, con 119 pezzi

Ingrid Thulin